# William Logsdail

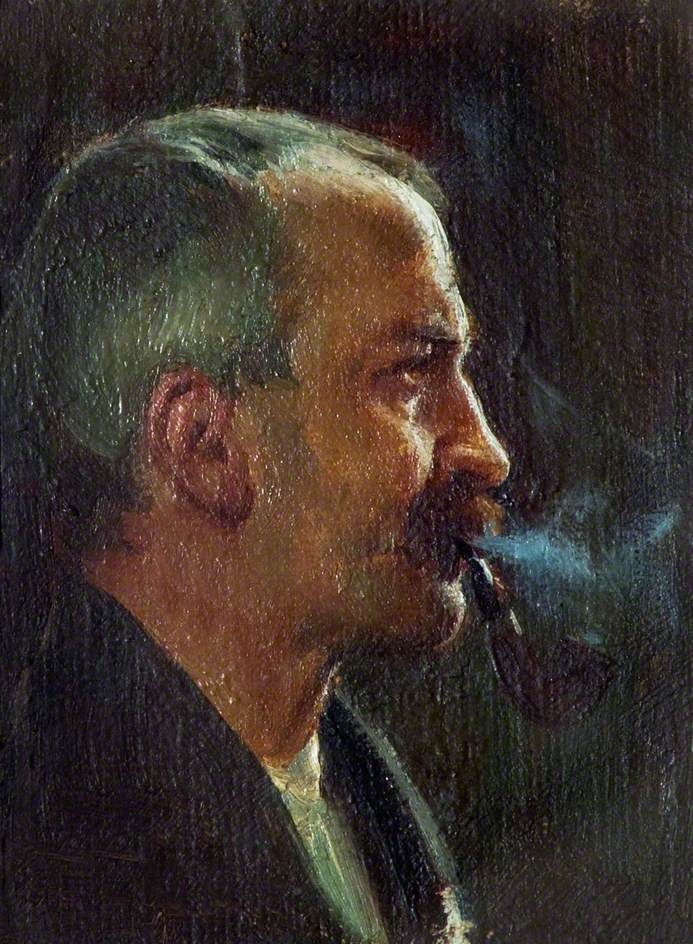
Selbstporträt von William Logsdail, Usher Gallery, London

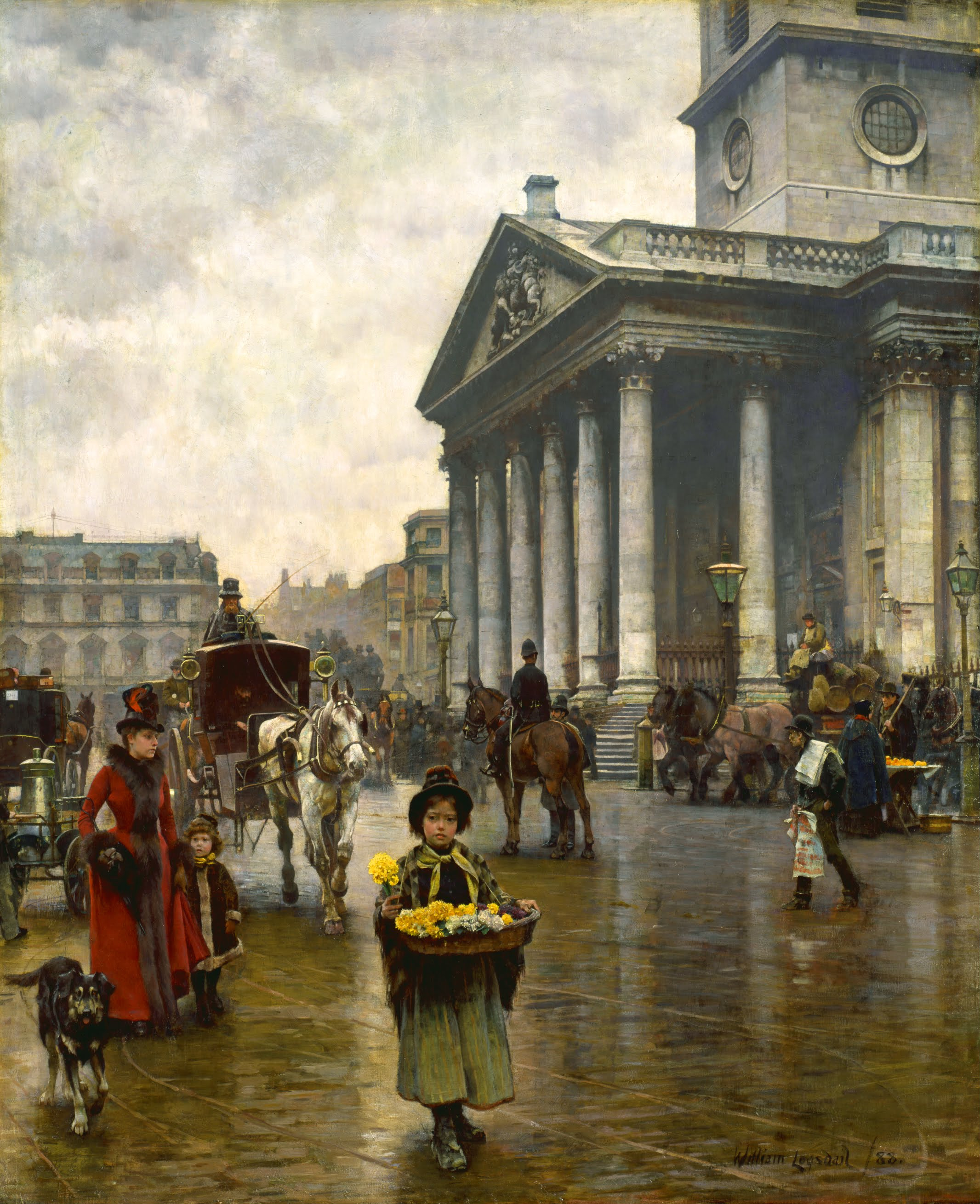
Ölgemälde St. Martin-in-the-Fields (1888, Tate Britain)

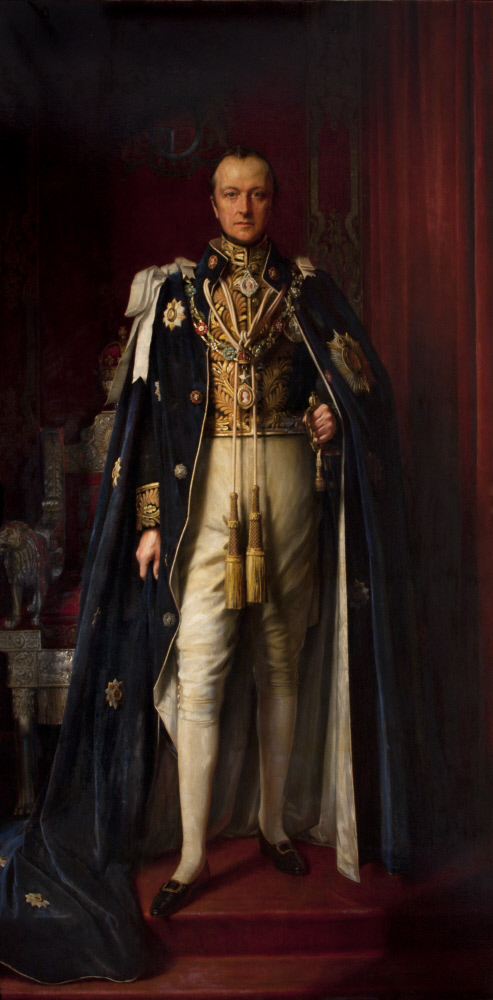
Porträt von George Curzon, 1. Marquess Curzon of Kedleston (1909)

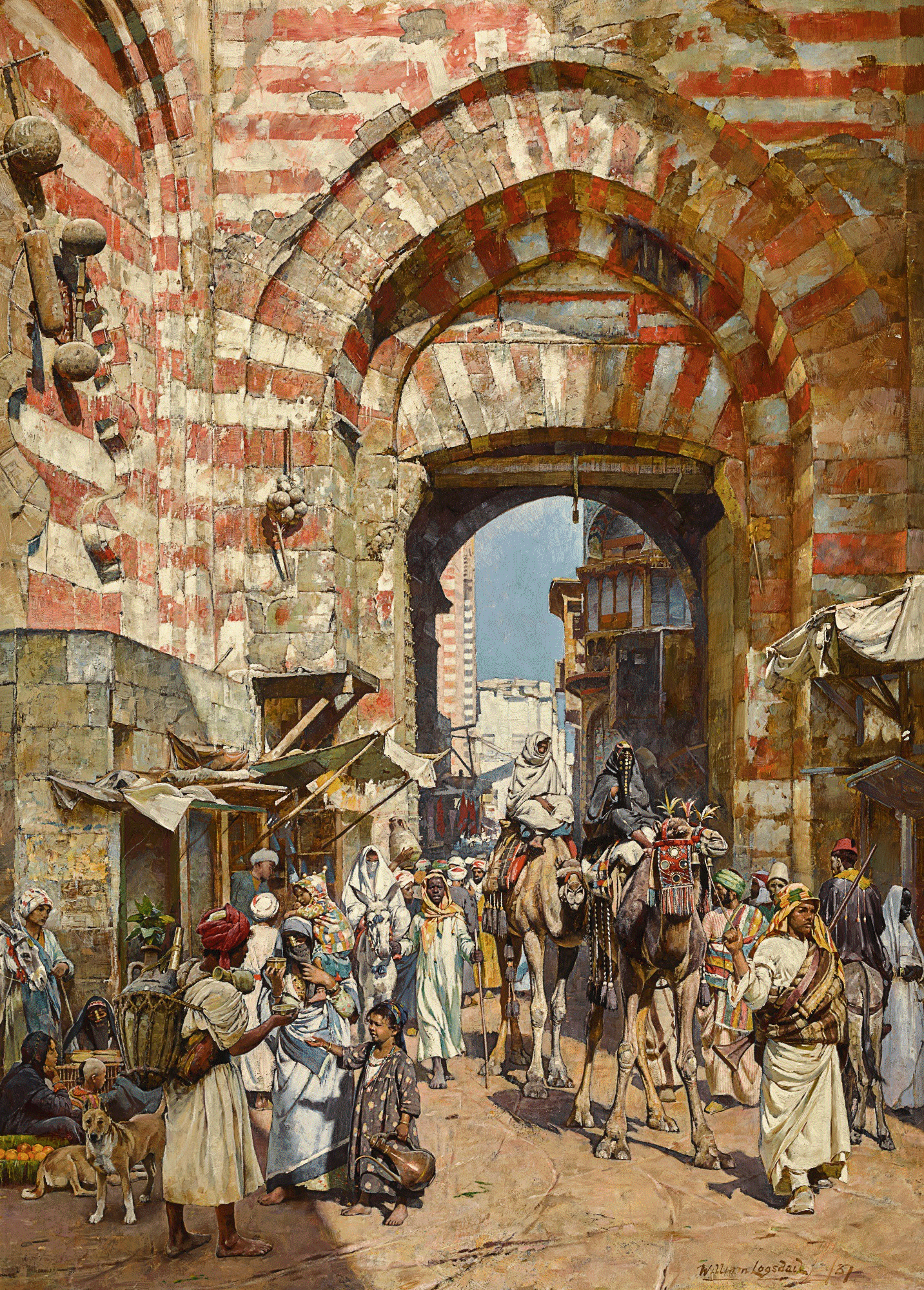
Gate of Khalif (1887)

William Logsdail (* 25. Mai 1859 in Lincoln; † 3. September 1944 in Noke) war ein englischer Landschafts-, Porträt- und Genremaler. Er stellte unter anderem in der Royal Academy, der Royal Society of British Artists, der Grosvenor Gallery und der New Gallery (London) aus. Er ist bekannt für seine realistischen Szenen aus London und Venedig und seinen Pleinair-Stil.

## Leben
Logsdail war das fünfte von sieben Kindern des Küsters George Logsdail (1827–1905) und dessen Ehefrau Mary Ann (May), geb. Jessop (1826–1905). Als Kind wurde sein Interesse an der Architektur geweckt, er begann zu malen und fand erste Motive in den Straßen seiner Geburtsstadt und der Kathedrale von Lincoln. Er studierte Malerei an der örtlichen Lincoln School of Art, wo er ein Schüler von Edward R. Taylor (1838–1911) war.
Als 1876 vier Gemälde von Logsdail zur Jahresausstellung der Royal Academy zugelassen wurden, beschloss er nach London zu gehen. Dort wählte er die Westminster Abbey als Thema für eines der zwei neuen Werke, die er 1878 in der Royal Academy ausstellte. Von 1878 bis 1880 setzte er seine Studien an der Akademie der Schönen Künste in Antwerpen fort. Zu seinen dortigen Lehrern zählte Charles Verlat. Ein Mitschüler von Logsdail war Frank Bramley, den er schon von der Lincoln School kannte. Mit dem Ölgemälde The Antwerp Fish Market, das Logsdail 1880 bei der Royal Academy ausstellte und das im gleichen Jahr von Queen Victoria angekauft wurde, konnte er einen ersten Erfolg als Maler verbuchen. Es befindet sich unter dem Titel An Auction in the Fishmarket at Antwerp (105,3 × 90,1 cm, RCIN 406572) in der Royal Collection.
Ab 1881 hielt sich Logsdail längere Zeit in Venedig auf. Dort entstand unter anderem sein erstes großformatiges Gemälde, The Piazza of St Mark's, Venice (126,2 × 222,3 cm, Birmingham Museums Trust, 1898P59). Wie auch in einer Reihe späterer Werke stellte Logsdail Freunde von ihm (hier Bramley und Edward Taylor) sowie sich selbst als Figuren in der Menschenmenge dar. Das Gemälde erregte großes Aufsehen in der Royal Academy bei seiner Ausstellung 1883. 1886/1887 reiste Logsdail nach Ägypten, Palästina und auf den Balkan. Dort entstanden Architektur- und Massenszenen wie Gate of Khalif (1887).
1887 kehrte Logsdail nach London zurück, wo er ein Atelier in Primrose Hill unterhielt. Er etablierte sich als Maler von realistischen Londoner Stadtansichten, darunter sein gegenwärtig bekanntestes Werk, das Ölgemälde St. Martin-in-the-Fields (1888, 1435 × 1181 mm, Tate Britain,  N01621). 1890 erschienen in The Graphic eine Reihe von Illustrationen zu Thomas Archer Artikelserie Through London by Omnibus, die Londoner Wahrzeichen abbilden. Logsdails Arbeit zum Thema London fand einen Höhepunkt in dem übergroßen Gemälde The Ninth of November (187 × 272 cm, Guildhall Art Gallery, London, Nr. 1091), das bei seiner Ausstellung 1890 in der Royal Academy aber nur auf gemischte Reaktionen traf, so dass Logsdail diese Serie abbrach. Das Werk wurde jedoch zwei Jahre später in The Art Journal veröffentlicht und unter anderem 1893 auf der World’s Columbian Exposition ausgestellt, wo Logsdail eine Medaille gewann.
1892 heiratete Logsdail Mary Ann Ashman (1870–1958), Tochter eines Schafhirten aus Swaffham. Aus der Ehe gingen eine Tochter, Mary Logsdail (* 1894), und zwei Söhne, Edward William (1896–1923) und Stuart Logsdail (* 1907), hervor. Im Thieme/Becker wird versehentlich zudem eine Tochter Marian erwähnt, verheiratete Bell, die ebenfalls als Malerin tätig war und 1886/1909 Ausstellungen der Royal Academy mit Veduten beschickte. Hierbei handelt es sich jedoch um William Logsdails Schwester.
Von 1892 bis 1902 lebte Logsdail mit seiner Familie in Venedig, auf Sizilien und Malta. Er hielt jedoch den Kontakt zur britischen Kunstszene und schickte Gemälde nach London, insbesondere italienische und englische Stadtbilder und Genreszenen. 1900 nahm er für England an der Weltausstellung in Paris teil. 1902 kehrte er mit seiner Familie nach London zurück und ließ sich in West Kensington nieder. Hier begann er an einer Reihe über englische Kirchen zu arbeiten, darunter bereits früher aufgegriffene Motive wie die Lincoln Cathedral.
1907 stellte Logsdail ein Porträt seiner Tochter in der Royal Academy aus und leitete damit eine zweite erfolgreiche Karriere als Porträtmaler ein. Zu den zahlreichen von ihm erfüllten Aufträgen zählen unter anderem Porträts von George Curzon, 1. Marquess Curzon of Kedleston (1909, 2692 × 1448 mm, Sammlung Kedleston Hall, NT 108823), dem Publizisten William Blackwood sowie Lord and Lady Halifax. Im Jahr 1912 wurde Logsdail zum Mitglied der Royal Society of Portrait Painters gewählt. Zu seinem Spätwerk gehörten außerdem an die holländische Blumenmalerei des 17. Jahrhunderts erinnernde, antiquiert wirkende Blumenstücke.
Ab 1922 lebte William Logsdail in dem Dorf Noke bei Oxford, wo er 1944 mit 85 Jahren an Herzversagen starb. Er hinterließ seine Ehefrau und zwei überlebende Kinder. An seinem Wohnhaus in Noke (Manor House) brachte das Oxfordshire Blue Plaques Board 2013 eine blaue Plakette zu seinem Gedenken an.